# 33565 Samferguson
33565 Samferguson este o planetă minoră (asteroid), cu un diametru de 3,471 km, din centura de asteroizi. A fost descoperită pe 10 mai 1999 la Experimental Test Site⁠(d) de Lincoln Near-Earth Asteroid Research. 
Obiectul prezintă o orbită caracterizată de o semiaxă mare de 2,5398838 UAi, o excentricitate de 0,12, o înclinație de 2,52953 ° în raport cu ecliptica.